# Jan Godlewski (architekt)
Jan Godlewski (ur. 1 stycznia 1941 w Miodusach Wielkich) – polski architekt.

## Życiorys

### Wykształcenie
Ukończył Liceum Technik Plastycznych w Białymstoku. Studiował na Wydziale Architektury Politechniki Krakowskiej. Po trzecim roku odbył międzynarodową praktykę studencką w Jugosławii. Dyplom magistra inżyniera architekta uzyskał w 1965 na podstawie pracy: "Biblioteka Uniwersytecka w Warszawie", opracowanej pod kierunkiem prof. Zbigniewa Kupca.

### Praca zawodowa

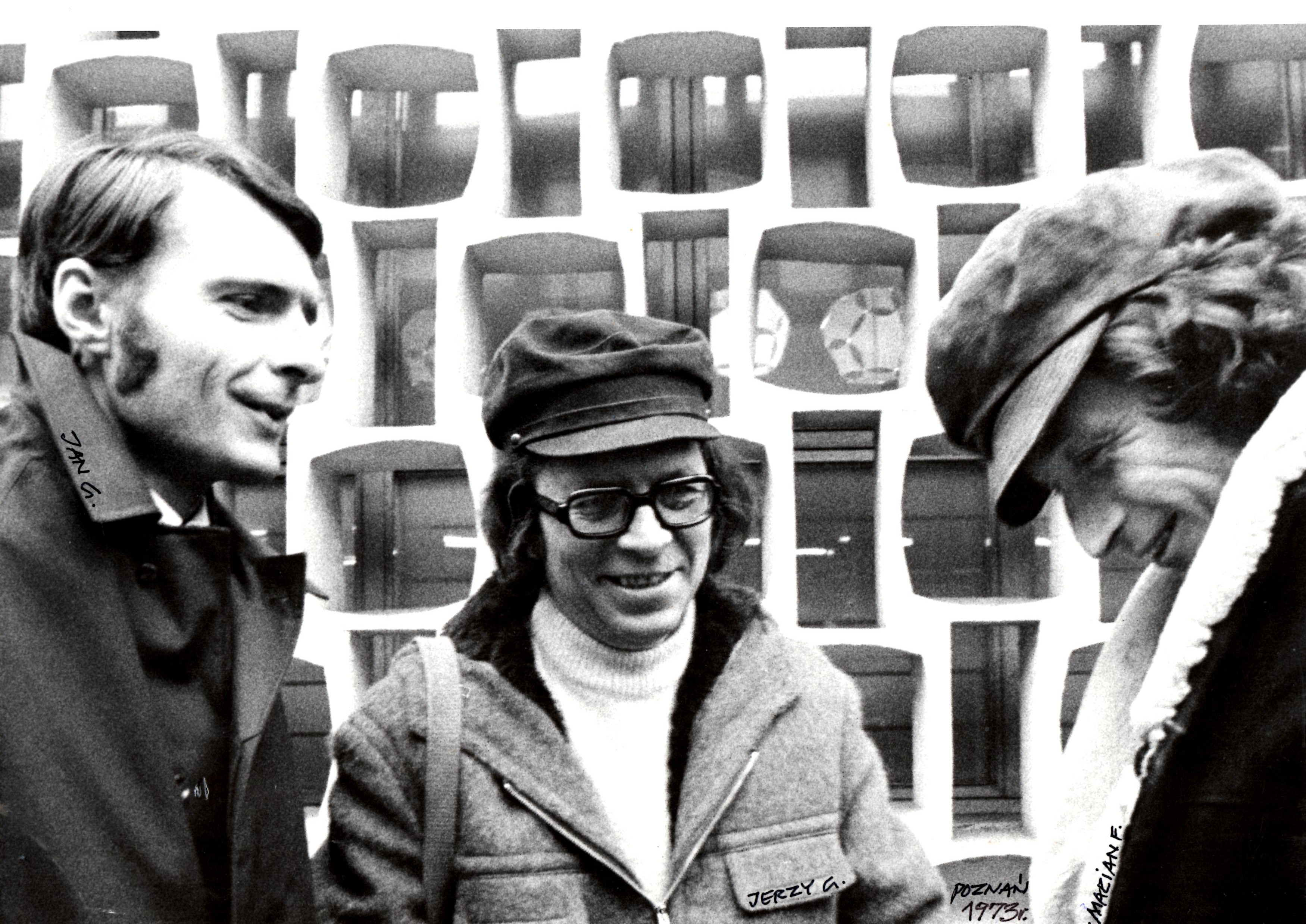
Jan Godlewski (z lewej) wraz z Jerzym Gurawskim i Marianem Fikusem (1973)

Rozpoczął pracę zawodową na Wydziale Budownictwa, Urbanistyki i Architektury Prezydium Miejskiej Rady Narodowej w Opolu, później w biurze projektów "Miastoprojekt". Wiceprezes ds. twórczości oddziału Stowarzyszenia Architektów Polskich (SARP) w Opolu (1972–1974). W 1974 przeniósł się do Poznania, gdzie pracował dla "Miastoprojekt" oraz dla "Inwestoprojekt". Od 1982 oddelegowany do pracy w Algierii w ramach kontraktów "Budimex" (biura architektoniczne w miastach Saïda, Tiaret, Oran). Po powrocie w 1991 pracował w biurze Architekta Miasta Stołecznego Warszawy do 2012. Staże zagraniczne w Lozannie i Strasburgu (1992–1993).
Uczestnik konkursów urbanistyczno-architektonicznych w kraju i za granicą, współautor nagradzanych projektów, między innymi kilkanaście nagród i wyróżnień w konkursach SARP i Towarzystwa Urbanistów Polskich (TUP), wspólnie z Marianem Fikusem i Jerzym Gurawskim (1969–1976) oraz z Marią Pawłowską-Godlewską (od 1976). Współwłaściciel Studia Twórczego Marii i Jana Godlewskich – Architektura Urbanistyka Wnętrza.

## Nagrody i wyróżnienia w konkursach architektonicznych
1969-1970: z arch. M. Fikusem

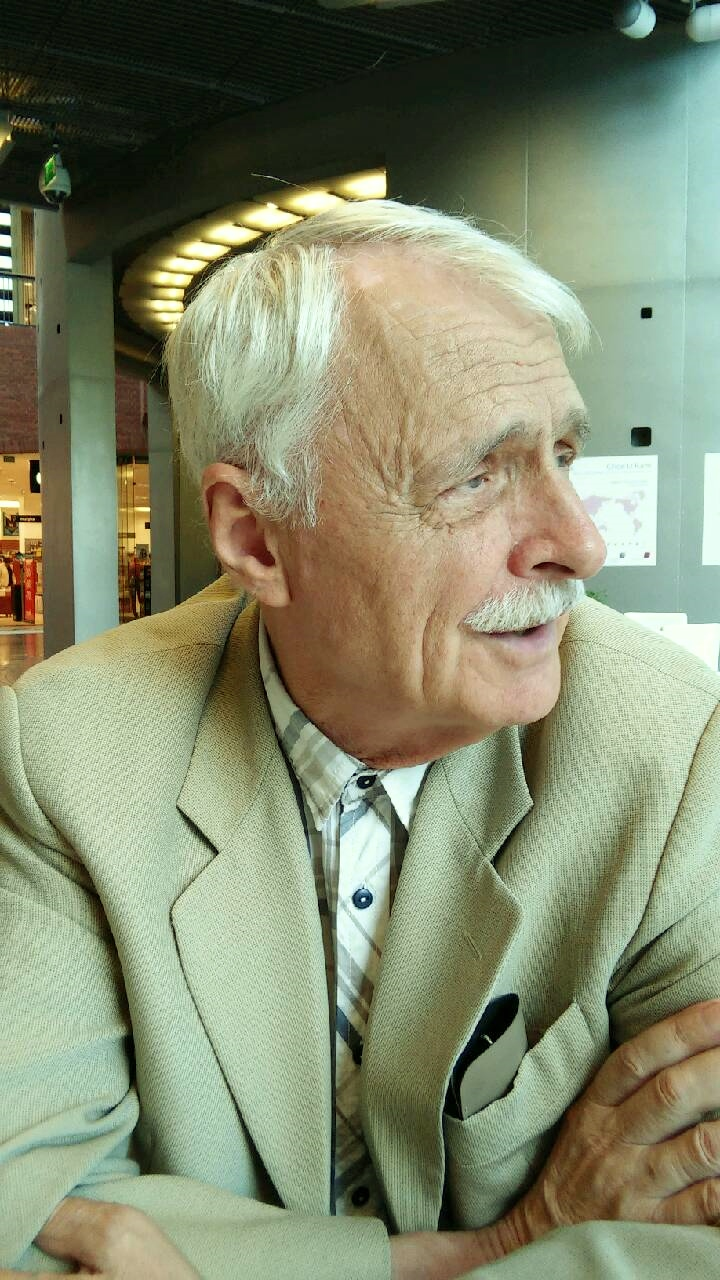
Jan Godlewski (2016)

- Centrum Raciborza – otwarty SARP nr 435/69, wyróżnienie I stopnia (kom. SARP 5-6/69)
- Centrum Kołobrzegu – otwarty SARP nr 446/70, wyróżnienie I. stopnia (kom. SARP 6/70)

1970-1976: M. Fikusem i J. Gurawskim (tzw. FGG)
- Centrum Kędzierzyna – otwarty SARP nr 453/70, I i II nagroda (kom. SARP 1-2/71)
- Centrum Włocławka – otwarty SARP nr 455/70/71, I nagroda (kom. SARP 1-2/71)
- Śródmieście Białej Podlaskiej – otwarty TUP nr 25/71, I nagroda i wyróżnienie
- Centrum rejonu ul. Świerczewskiego we Wrocławiu – otwarty SARP nr 471/71, II nagroda (kom. SARP 11-12/71)
- Dzielnica mieszkaniowa "Fordon Brdyujście" w Bydgoszczy – otwarty SARP nr 480/72, III nagroda (kom. SARP 4/72)
- Centrum wschodniego rejonu GOP – otwarty SARP nr 501/73, III nagroda (kom. SARP 3/73)
- Plac Niepodległości w Łodzi – zamknięty SARP nr 503/73, I nagroda (kom. SARP 2/73)
- Dzielnica mieszkaniowa "Piątkowo" w Poznaniu – zamknięty SARP nr 512/73, II nagroda (kom. SARP 6-7/73)
- Śródmieście Bytomia – otwarty TUP, wyróżnienie
- Śródmieście Rzeszowa – zamknięty SARP nr 520/73, wyróżnienie (kom. SARP 1/74)
- Dzielnica sanatoryjno-uzdrowiskowa w Kołobrzegu – zamknięty SARP nr 526/73, I nagroda (kom. SARP 8-9/73)
- Uniwersytet A. Mickiewicza w Poznaniu – zamknięty SARP, I nagroda
- Centrum uzdrowiskowe w Wysowej – zamknięty SARP nr 567/76, I nagroda (kom. SARP 6-7-8/75)

1976-1980: z M. Pawłowską–Godlewską
- Śródmieście Płocka – otwarty SARP nr 582/1976, I nagroda (kom. SARP 5/76)
- Śródmieście Zachód w Katowicach – otwarty SARP nr 596/76, premia (kom. SARP 1-2/77)
- Śródmieście Będzina – otwarty SARP nr 633, wyróżnienie II stopnia
- Osiedle mieszkaniowe "Międzylesie" w Koninie – zamknięty, premia
- Śródmieście Wołomina – otwarty SARP nr 641/80, wyróżnienie III stopnia
- Kościół p.w. bł. Radzyma Gaudentego w Gnieźnie